# Liste der Abgeordneten zum Kärntner Landtag (27. Gesetzgebungsperiode)
Diese Liste der Abgeordneten zum Kärntner Landtag (27. Gesetzgebungsperiode) listet alle Abgeordneten zum Kärntner Landtag in der 27. Gesetzgebungsperiode auf. Die Gesetzgebungsperiode dauerte von der konstituierenden Sitzung des Landtags am 19. April 1994 bis zur Angelobung des nachfolgenden Landtags am 8. April 1999.
Nach der Landtagswahl 1994 entfielen von den 36 Mandaten 14 Mandate auf die Sozialistische Partei Österreichs (SPÖ), die damit drei Mandate einbüßte. Die Freiheitliche Partei Österreichs (FPÖ) kam nach einem Zugewinn von zwei Mandaten auf 13 Mandate, während die Österreichische Volkspartei (ÖVP) ein Plus von einem Mandat verzeichnete und 9 Abgeordnete stellte.
Nachdem die FPÖ-Abgeordneten mehrmals die Wahl der Landesregierung durch ihren Auszug aus dem Landtag verhindert hatten, wählten die Abgeordneten erst in der 7. Sitzung am 7. Juni 1994 die Landesregierung Zernatto II und machte damit mit Christof Zernatto (ÖVP) erneut den Vertreter der kleinsten Landtagspartei zum Landeshauptmann. In der Eröffnungssitzung am 21. April 1994 wählte der Landtag Josef Pfeifer (SPÖ), Georg Kerschbaumer (SPÖ), Peter Harring (FPÖ), Helmut Prasch (FPÖ) und August Eberhard (ÖVP) zu Mitgliedern des Bundesrats.

## Funktionen

### Landtagspräsidenten
Bei der Wahl des Ersten Landtagspräsidenten hatte Adam Unterrieder (SPÖ) 19 gültige von 36 abgegebenen Stimmen erhalten. Zum Zweiten Landtagspräsidenten war mit 22 gültigen von 36 abgegebenen Stimmen Peter Mitterer (FPÖ) gewählt worden. Das Amt des Dritten Landtagspräsidenten übernahm Harald Scheucher (ÖVP), der 22 gültige von 36 abgegebenen Stimmen auf sich vereinigen konnte.

### Klubobleute
In der SPÖ übernahm Peter Ambrozy das Amt des Klubobmanns, die Funktion seines Stellvertreters übernahm Dietmar Koncilia. In der FPÖ hatte Martin Strutz das Amt des Klubobmanns inne, das Amt des Klubobmann-Stellvertreters übernahm der Landtagsabgeordnete Fritz Schretter. Innerhalb der ÖVP wurde Herwig Hofer zum Klubobmann gewählt, sein Stellvertreter war Ferdinand Sablatnig.

### Landtagsabgeordnete
| Name                     | Fraktion       | Anmerkungen |
| ------------------------ | -------------- | --- |
| Achatz Karin             | SPÖ            | Mandatsniederlegung in der Sitzung vom 29. November 1994 verkündet |
| Ambrozy Peter            | SPÖ            | bis 1. März 1997, am 6. November 1997 erneut als Abgeordneter angelobt |
| Bergmann Josef           | ÖVP            | am 7. Juni 1994 für einen in die Landesregierung gewählten ÖVP-Abgeordneten angelobt                                                                                                  |
| Buchhäusl Maria          | FPÖ            | am 16. Juni 1994 für Mathias Reichhold angelobt, verzichtete am 10. November 1994 zugunsten von Freunschlag auf ihr Mandat, zwischen 6. Juni 1995 und 7. März 1996 erneut Abgeordnete |
| Eberhard August          | ÖVP            | ab 25. Oktober 1995 für Herwig Hofer |
| Ferlitsch Johann         | SPÖ            | |
| Freunschlag Jörg         | FPÖ            | Mandatsniederlegung nach Wahl in die Landesregierung in der Sitzung vom 16. Juni 1994 verkündet, am 11. November 1994 erneut als Abgeordneter angelobt                                |
| Gallo Johann Alois       | FPÖ            | |
| Grilc Raimund            | ÖVP            | |
| Grossmann Franz Johann   | SPÖ            | am 29. November 1994 für Karin Achatz angelobt |
| Herbrich Christina       | ÖVP            | |
| Hinterleitner Helmut     | ÖVP            | |
| Hofer Herwig             | ÖVP            | bis 24. Oktober 1995 |
| Kaiser Peter             | SPÖ            | vom 20. März 1997 bis 6. November 1997 |
| Kollmann Alfred          | SPÖ            | |
| Koncilia Dietmar         | SPÖ            | |
| Koschitz Max             | SPÖ            | bis 20. März 1997 |
| Krenn Matthias           | FPÖ            | am 16. Juni 1994 für Jörg Freunschlag angelobt, bis 6. Juli 1995 |
| Kreutzer Dietlinde       | FPÖ            | |
| Lutschounig Robert       | ÖVP            | Mandatsniederlegung nach Wahl in die Landesregierung am 7. Juni 1994 |
| Markut Karl              | SPÖ            | ab 20. März 1997 für Max Koschitz |
| Mitterer Peter           | FPÖ            | |
| Ott Maria                | ÖVP            | ab 22. April 1997 |
| Pfeifenberger Karl       | FPÖ            | |
| Pfeiffer Josef           | SPÖ            | |
| Pistotnig Jakob          | FPÖ            | rückte am 7. März 1996 auf das Landesmandat von Maria Buchhäusl nach |
| Ramsbacher Johann        | ÖVP            | |
| Reichhold Mathias        | FPÖ            | Mandatsniederlegung nach Wahl in die Landesregierung in der Sitzung vom 16. Juni 1994 verkündet                                                                                       |
| Rogner Robert            | FPÖ            | Mandatsniederlegung in der Sitzung vom 11. Mai 1994 verkündet |
| Rohr Reinhart            | SPÖ            | bis 20. März 1997 sowie ab 6. Oktober 1997 |
| Sablatnig Ferdinand      | ÖVP            | |
| Schaumberger Hilde Maria | SPÖ            | vom 20. März 1997 bis 6. Oktober 1997 |
| Scheucher Harald         | ÖVP            | bis 22. April 1997 |
| Schiller Herbert         | SPÖ            | |
| Schlagholz Hans Peter    | SPÖ            | |
| Schretter Fritz          | FPÖ            | |
| Schwager Franz           | FPÖ            | |
| Stangl Gerhard           | FPÖ            | |
| Steinkellner Ingrid      | FPÖ            | am 11. Mai 1994 für Robert Rogner angelobt |
| Strutz Martin            | FPÖ            | |
| Traußnig Arthur          | FPÖ            | |
| Trunk Melitta            | SPÖ            | |
| Unterrieder Adam         | SPÖ            | |
| Warmuth Wilma            | FPÖ            | am 7. März 1996 angelobt, nahm das ursprüngliche Mandat von Jakob Pistotnig im Wahlkreis 2 an                                                                                         |
| Wedenig Dietmar          | SPÖ, parteilos | |
| Wissounig Dietger        | SPÖ            | |
| Wutte Klaus              | ÖVP            | am 7. Juni 1994 für einen in die Landesregierung gewählten ÖVP-Abgeordneten angelobt                                                                                                  |
| Zernatto Christof        | ÖVP            | Mandatsniederlegung nach Wahl in die Landesregierung am 7. Juni 1994 |

## Ausschüsse
In der konstituierenden Landtagssitzung einigten sich die drei Landtagsklubs auf die Bildung von zehn Landtagsausschüssen. Dies waren der „Ausschuss für Rechts-, Verfassungs- und Volksgruppenangelegenheiten“, der „Ausschuss für Finanzen und Wirtschaft“, der „Ausschuss für Umweltpolitik und Gemeindepolitik“, der „Ausschuss für Straßenbau und Verkehrspolitik“, der „Ausschuss für Schule, Jugend, Kultur und Sport“, der „Ausschuss für Familie, Soziales und Gesundheit“, der „Ausschuss für Land- und Forstwirtschaft“, der „Ausschuss für Tourismus und Gewerbe“, der „Kontrollausschuss“ und der „Ausschuss für Europa- und Föderalismusfragen“. Die Ausschüsse wurden mit jeweils neun Mitgliedern besetzt, wobei die SPÖ vier Mitglieder, die FPÖ drei Mitglieder und die ÖVP zwei Mitglieder stellen konnte. Die SPÖ stellte zudem vier Obleute in den Ausschüssen, die FPÖ ebenfalls vier Obleute und die ÖVP zwei Obleute.